# Ministre porte-parole du gouvernement
Le ministre porte-parole du gouvernement (en espagnol : Ministro Portavoz del Gobierno) est un poste de ministre sans portefeuille (en espagnol : Ministro sin cartera) du gouvernement espagnol entre avril 2000 et juillet 2002, chargé d'exercer les fonctions du porte-parole du gouvernement (en espagnol : Portavoz del Gobierno).
Il est occupé, pendant toute son existence, par Pío Cabanillas Alonso.

## Missions

### Fonctions
Le ministre porte-parole du gouvernement est responsable : 
- de la coordination de la politique d'information du gouvernement, ainsi que de l'élaboration des critères nécessaires à sa détermination ;
- de l'élaboration et diffusion des communiqués du gouvernement, de son président, de rendre compte des activités du conseil des ministres ;
- de la coordination des services d'information de l'administration générale de l'État, en Espagne et à l'étranger ;
- des relations avec les médias ;
- de l'organisation de la couverture informative des activités gouvernementales ;
- de l'assistance aux activités et comparutions publiques du président du gouvernement.

### Organisation
La structure du ministre est ainsi organisée : 
- Ministre porte-parole du gouvernement (Ministro Portavoz del Gobierno) ; 
  - Bureau général de l'information (Oficina General de Información) ; 
    - Département de Suivi de l'information ;

  - Bureau général de développement et d'analyse de l'information (Oficina General de Desarrollo y Análisis Informativo) ; 
    - Département des Études et des Relations informatives.

En matière de personnel, services et infrastructures, le ministre dispose du soutien de la direction générale des Ressources humaines, des Services et des Infrastructures du ministère de la Présidence. Il peut également faire appel aux personnels jugés nécessaires du ministère.

## Histoire
Le poste de porte-parole du gouvernement est créé en 1982. Occupé par un secrétaire d'État ou un ministre, il est élevé entre 1988 et 1993 au rang de ministère de plein exercice.
Après les élections législatives du 12 mars 2000, le président du gouvernement José María Aznar décide, après s'être passé d'un porte-parole officiel entre 1996 et 1998, d'avoir un ministre spécifiquement dédié à la communication gouvernementale. Il fait cependant le choix de ne pas lui donner un ministère propre. À l'occasion du grand remaniement ministériel du 10 juillet 2002, le poste de porte-parole revient au ministre de la Présidence.

## Titulaires
| Nom | Nom                   | Dates      | Dates      | Parti | Gouvernement(s) |
| --- | --------------------- | ---------- | ---------- | ----- | --------------- |
|     | Pío Cabanillas Alonso | 28.04.2000 | 10.07.2002 | Sans  | Aznar II        |